# سيرجي بيلياييف
سيرجي بيلياييف (بالقازاقية: Сергей Беляев) (من مواليد 8 مايو 1960 في طشقند، جمهورية أوزبكستان الاشتراكية السوفيتية) هو رامي كازاخستاني الذي فاز بميداليتين فضيتين في بندقية 50 متر في دورة الألعاب الأولمبية الصيفية 1996 في أتلانتا.